# Danijela Martinović
Pour les articles homonymes, voir Martinović.
Danijela Martinović (née le 15 juillet 1971 à Split, Croatie), connue sous le nom d'artiste de Danijela, est une chanteuse croate, populaire dans l'ensemble de l'ex-Yougoslavie.